# Ochrosia
Ochrosia ist eine Pflanzengattung aus der Unterfamilie der Rauvolfioideae in der Familie der Hundsgiftgewächse (Apocynaceae). Die etwa 44 Arten kommen in Südostasien und Australien sowie auf einigen im Indischen und Pazifischen Ozean gelegenen Inseln vor.

## Beschreibung

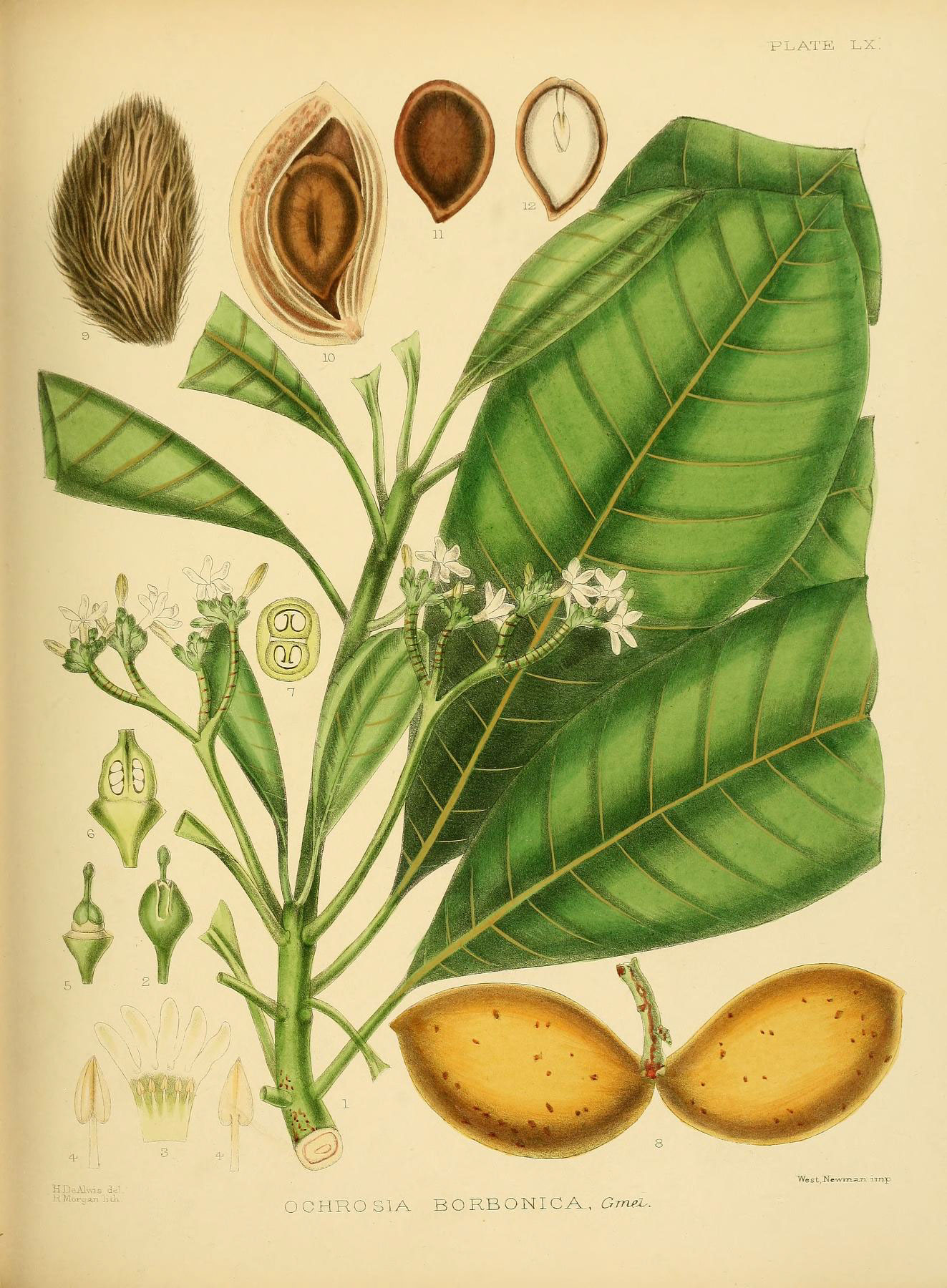
Illustration von Ochrosia borbonica aus A hand-book to the flora of Ceylon, 1895, Tafel LX

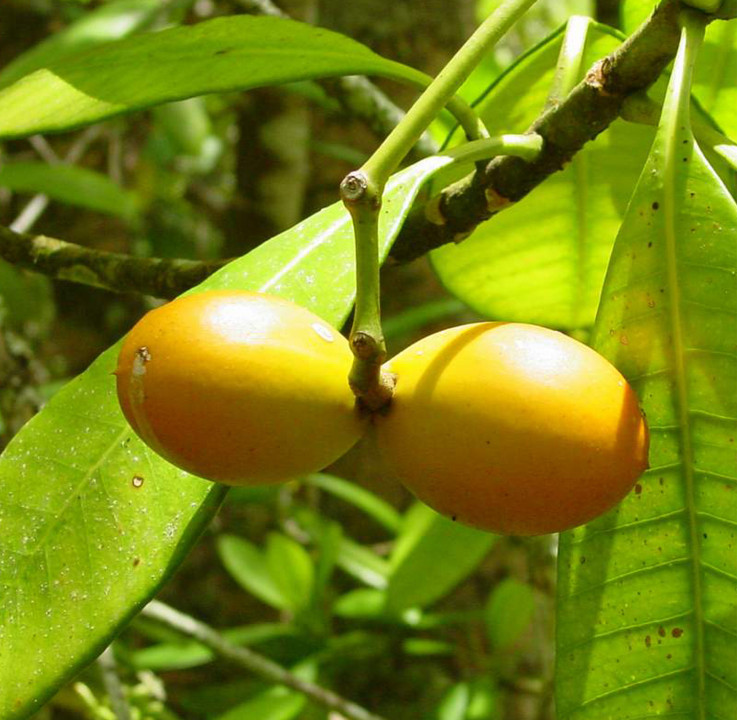
Früchte von Ochrosia brownii

### Vegetative Merkmale
Die Ochrosia-Arten wachsen als Sträucher oder Bäume mit kräftigen Ästen. Alle Arten enthalten einen Milchsaft.
Die in Dreier- bis Fünferwirteln, seltener auch gegenständig an den Zweigen angeordneten Laubblätter sind in Blattstiel und Blattspreite gegliedert. Der Blattstiel ist relativ kurz. Die pergamentartigen Blattspreiten sind einfach.

### Generative Merkmale
Seiten- oder fast endständig auf einem Blütenstandsschaft stehen dichotom oder trichotom verzweigte, zymöse Blütenstände. Die Tragblätter sind relativ klein.
Die zwittrigen Blüten sind fünfzählig mit doppelter Blütenhülle. Die fünf breit eiförmigen Kelchblätter weisen meist keine Drüsen auf. Die fünf Kronblätter sind stieltellerförmig und röhrig miteinander verwachsen. Die bei einem Durchmesser von bis zu 1 Zentimetern zylindrische Kronröhre ist in ihrem Mittelteil etwas verbreitert. An der Röhrenöffnung findet man keine Schuppen. Es ist nur ein Staubblattkreis mit fünf Staubblätter vorhanden. Die Staubblätter befinden sich in der Verdickung der Kronröhre und haben kurze, länglich geformte Staubfäden und annähernd länglich geformte und vom Stempel losgelöste Staubbeutel. Die meist freien (apokarpen), gelegentlich auch mehr oder weniger verwachsenen (synkarpen) zwei Fruchtblätter sind kahl, haben eine drüsige Basis und enthalten zwei bis sechs zweireihige Samenanlagen. Der fadenförmige Griffel hat einen kurzen, zylindrisch geformten Kopf, welcher kurz unter der Spitze zweigespalten ist.
Es werden je Blüte ein oder zwei mehr oder weniger fleischige Steinfrüchte gebildet. Das glatte aber harte und faserige Endokarp weist zwei Einbuchtungen auf, welche bei unreifen Früchten mit einem milchigen Parenchym ausgefüllt sind. Zur Reife sind die Früchte meist orange, violett oder rot gefärbt sind. Jede Frucht enthält zwei bis sechs flache Samenkörner mit kleinen Flügeln, welche keine Haarbüschel aufweisen.

## Verbreitung
Das Verbreitungsgebiet der Ochrosia-Arten erstreckt sich von den im Indischen Ozean gelegenen Maskarenen über Malesien, die Ogasawara-Inseln und Australien bis zu den Gesellschaftsinseln, den Marquesas und Hawaii.

## Systematik

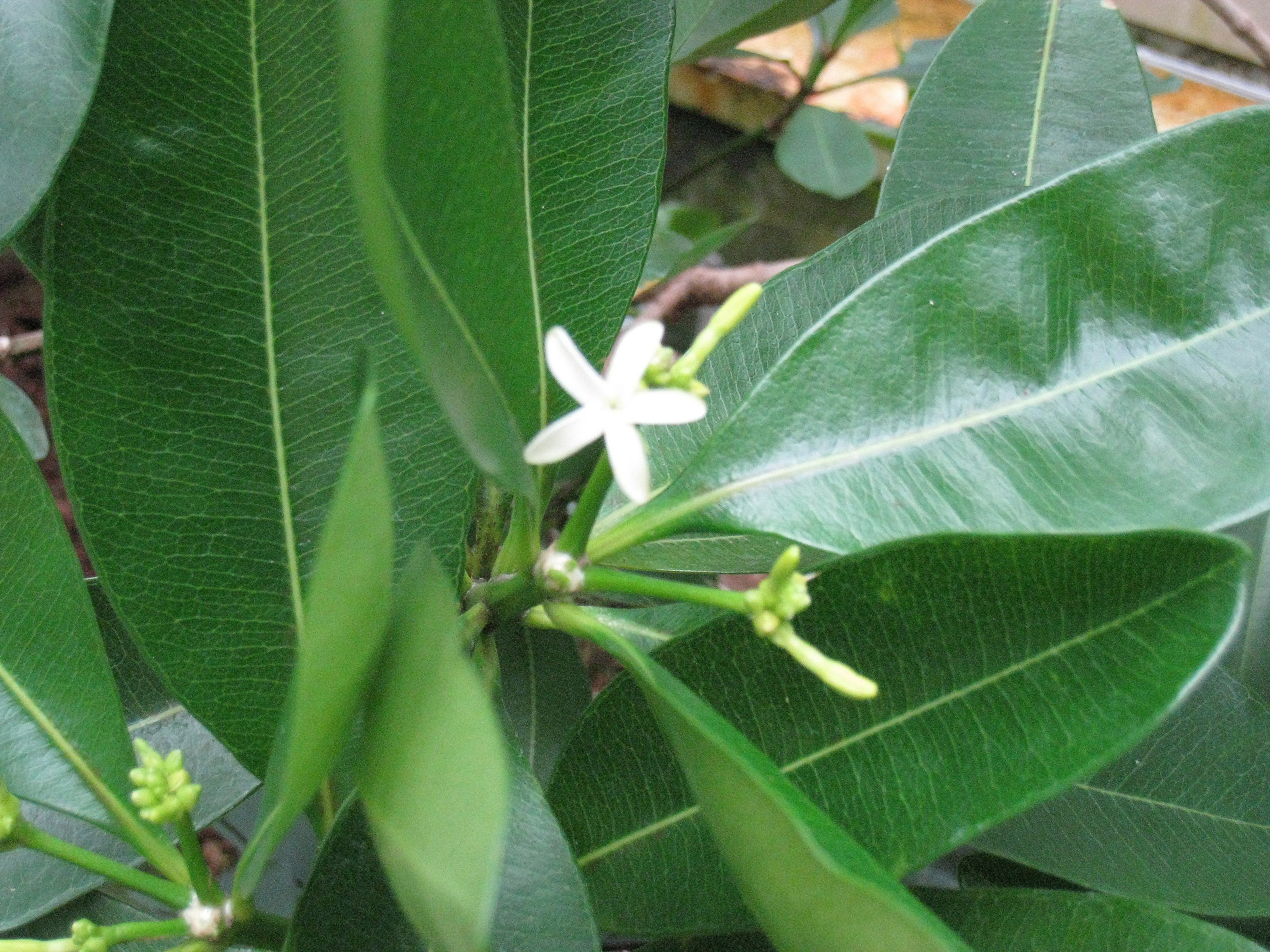
Ochrosia ackeringae

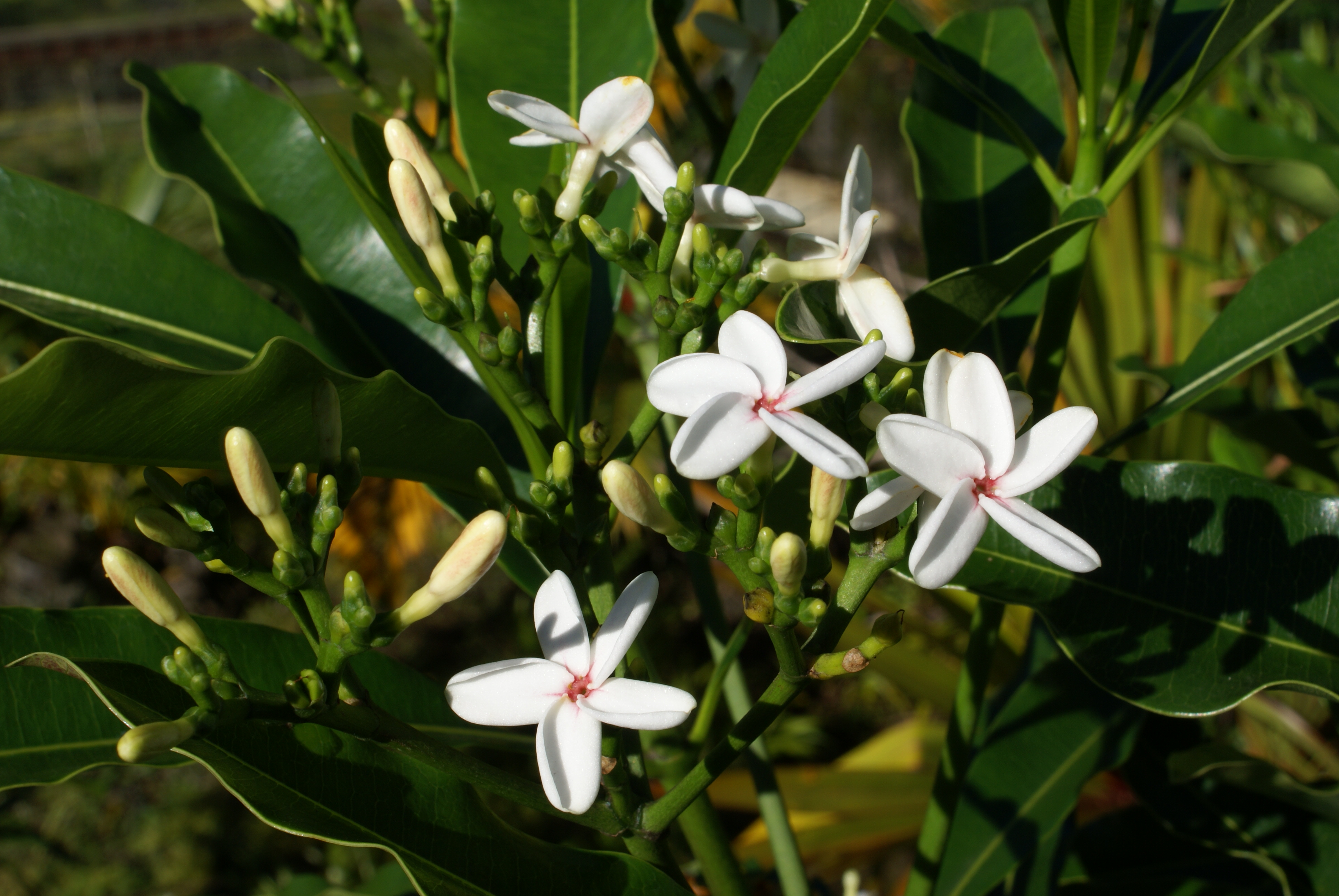
Blütenstände von Ochrosia borbonica

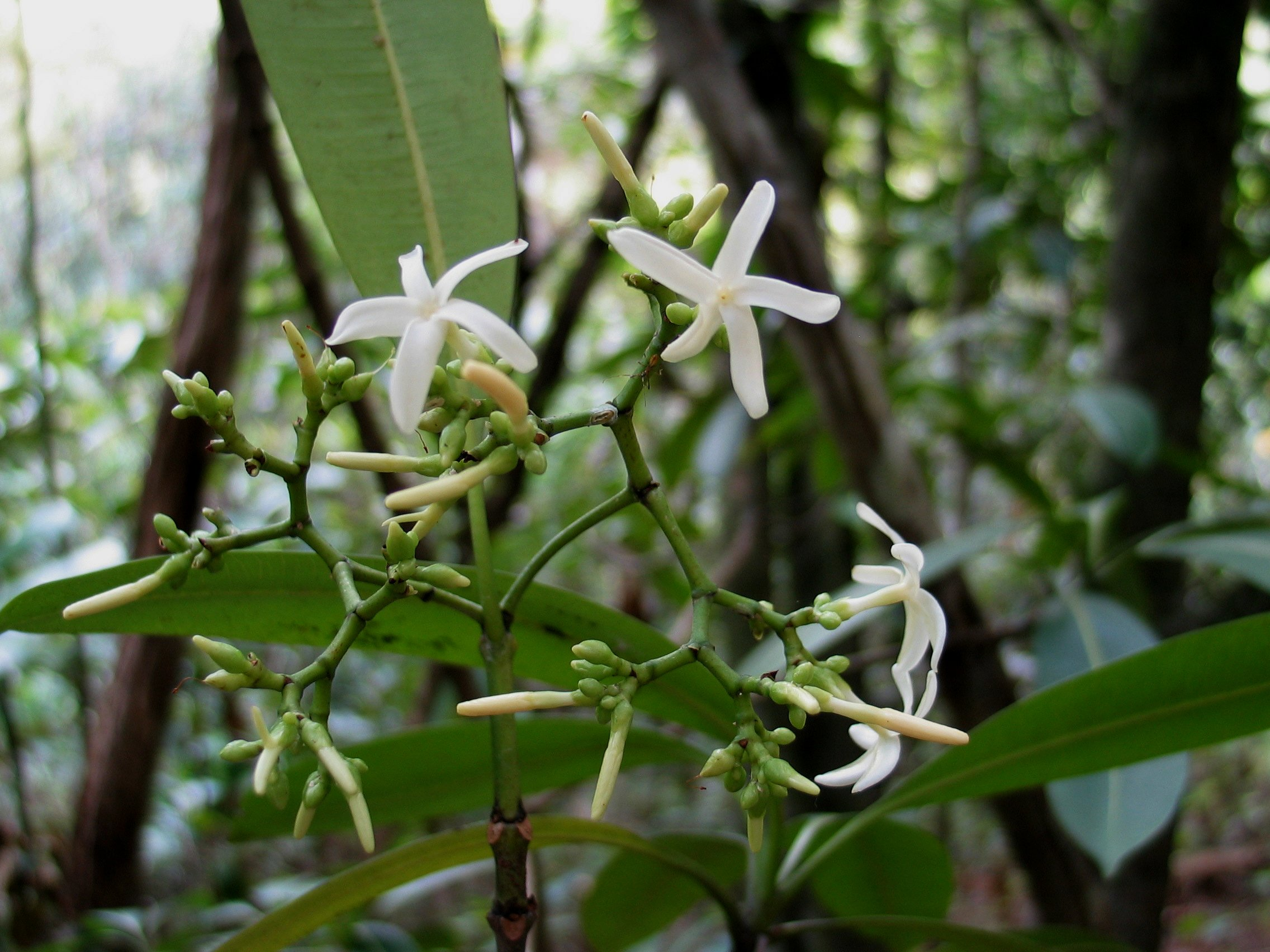
Dichotom verzweigter Blütenstand von Ochrosia compta

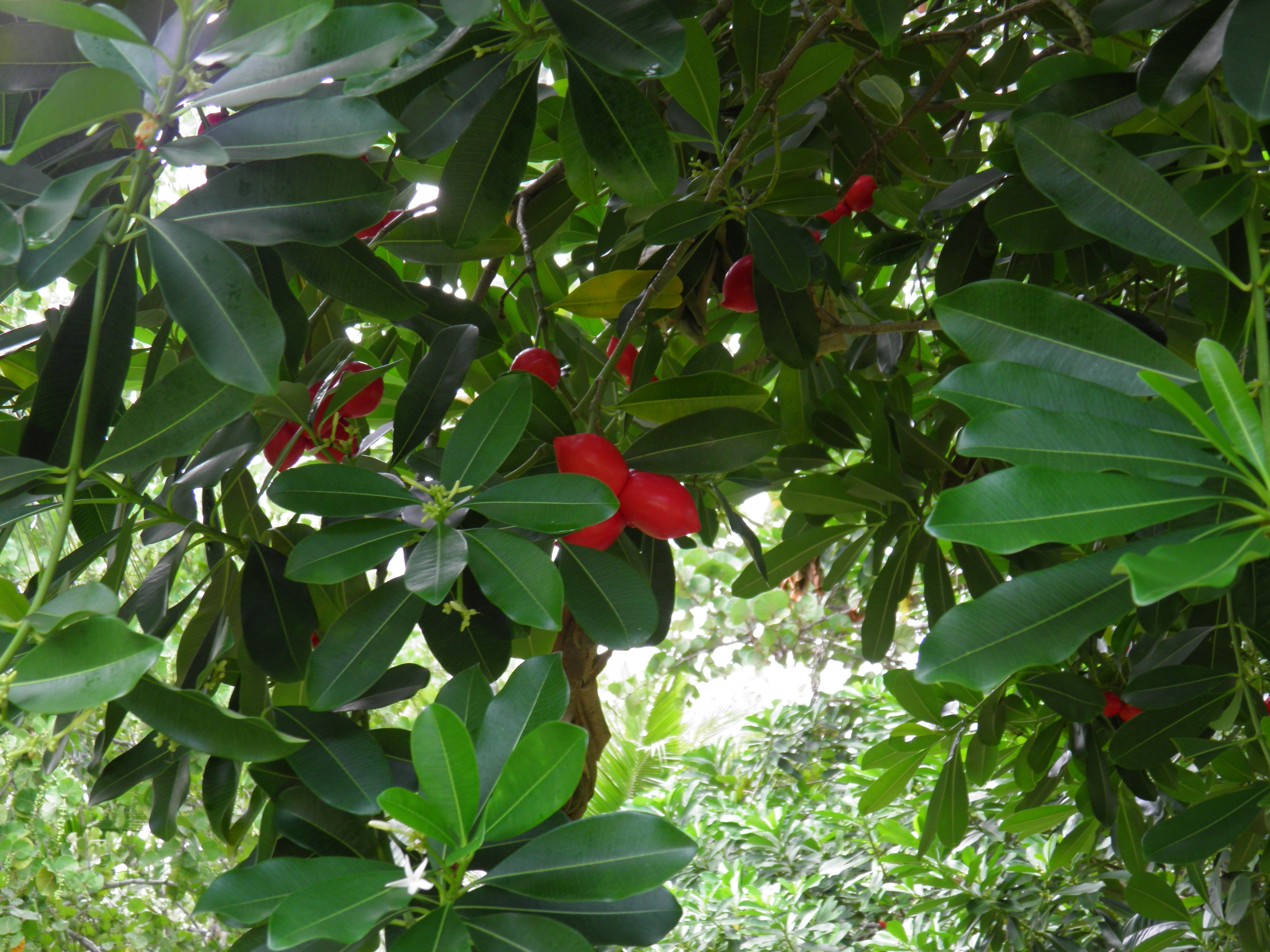
Laubblätter und Früchte von Ochrosia elliptica

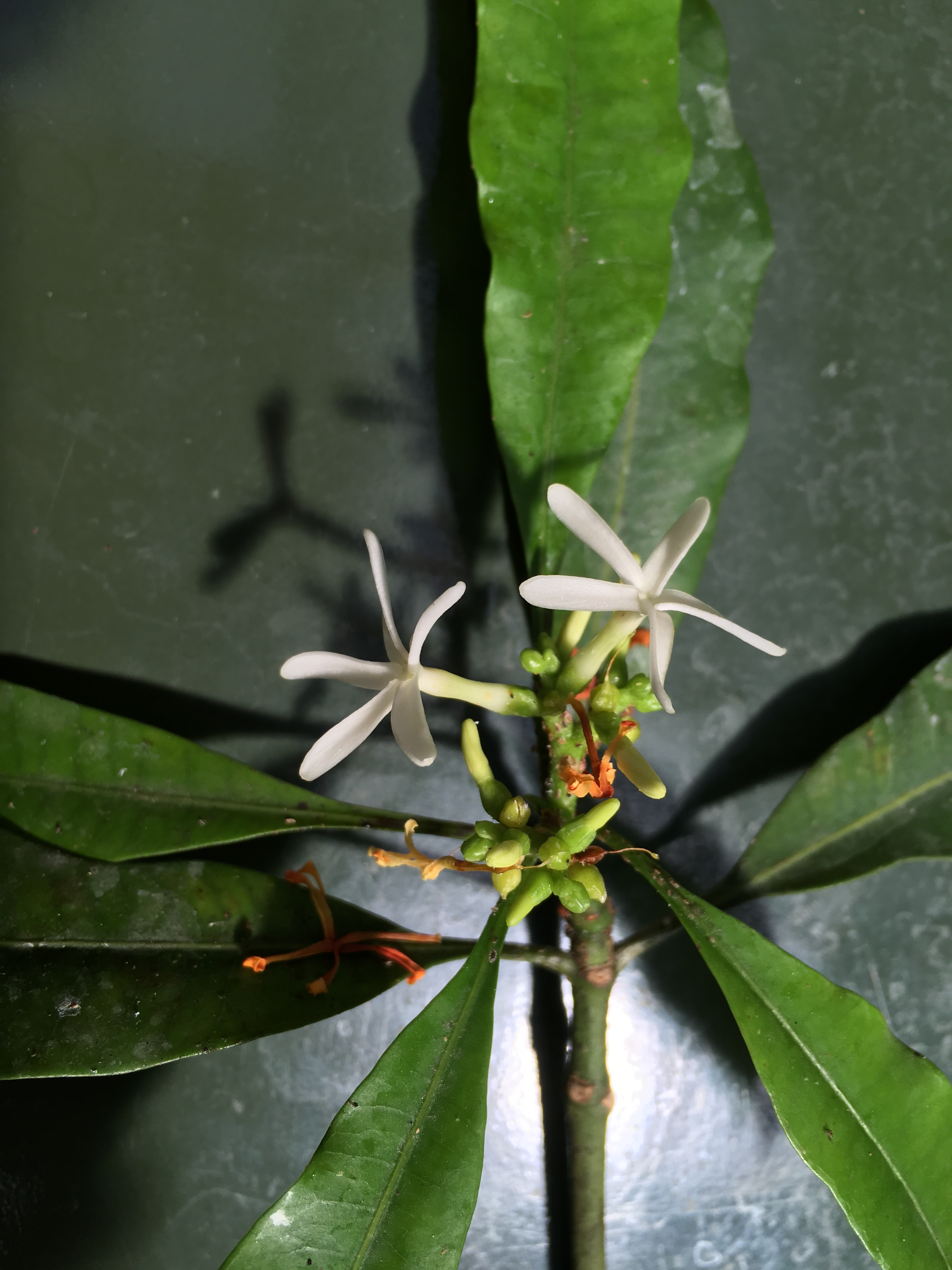
Ochrosia inventorum

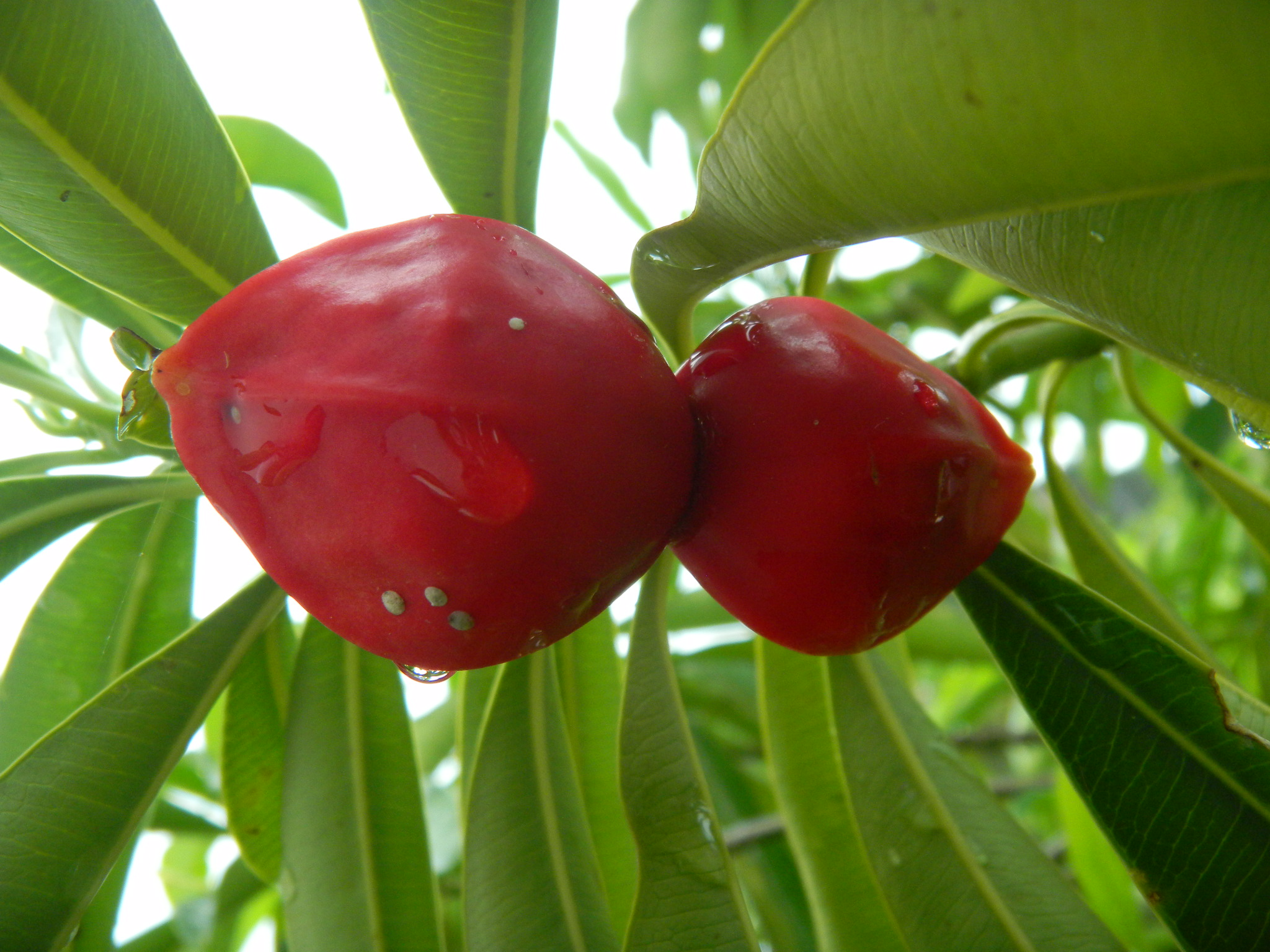
Früchte von Ochrosia mariannensis

Die Gattung Ochrosia wurde im Jahr 1789 durch Antoine-Laurent de Jussieu in Genera Plantarum, Seiten 144 bis 145 aufgestellt. Synonyme für Ochrosia Juss. sind: Bleekeria Hassk., Calpicarpum G.Don, Diderota Comm. ex A.DC., Excavatia Markgr., Lactaria Rumph. ex Raf., Neisosperma Raf., Pseudochrosia Blume sowie Ochrosion St.-Lag.
Es gibt etwa 44 Ochrosia-Arten:
- Ochrosia ackeringae (Teijsm. & Binn.) Miq.: Sie kommt von Malesien bis Papuasien vor.[1]
- Ochrosia acuminata Trimen ex Valeton: Sie kommt auf Sulawesi vor.[1]
- Ochrosia alyxioides Guillaumin: Sie kommt auf Vanuatu vor.[1]
- Ochrosia apoensis Elmer: Sie kommt auf Luzon und Mindanao vor.[1]
- Ochrosia balansae (Guillaumin) Baill. ex Guillaumin: Sie kommt in zwei Varietäten in Neukaledonien vor.[1]
- Ochrosia basistamina Hendrian: Sie kommt in Sulawesi vor.[1]
- Ochrosia bodenheimarum Guillaumin: Sie kommt im südöstlichen Neukaledonien vor.[1]
- Ochrosia borbonica J.F.Gmel.: Sie kommt auf Mauritius und Réunion vor.[1]
- Ochrosia brevituba Boiteau: Sie kommt in Neukaledonien vor.[1]
- Ochrosia brownii (Fosberg & Sachet) Lorence & Butaud: Sie kommt nur auf Nuku Hiva vor.[1]
- Ochrosia citrodora K.Schum. & Lauterb.: Sie kommt in Neuguinea vor.[1]
- Ochrosia coccinea (Teijsm. & Binn.) Miq.: Sie kommt von den Molukken bis Neuguinea vor.[1]
- Ochrosia compta K.Schum.: Sie kommt auf Oahu und auf Molokai vor.[1]
- Ochrosia elliptica Labill.: Sie kommt von Queensland bis zu den Inseln im südwestlichen Pazifik vor.[1]
- Ochrosia fatuhivensis Fosberg & Sachet: Sie kommt nur auf Fatu Hiva vor.[1]
- Ochrosia ficifolia (S.Moore) Markgr.: Sie kommt in Neuguinea vor.[1]
- Ochrosia glomerata (Blume) F.Muell.: Sie kommt vom nördlichen Borneo bis zu den Salomonen vor.[1]
- Ochrosia grandiflora Boiteau: Sie kommt in Neukaledonien vor.[1]
- Ochrosia haleakalae H.St.John: Sie kommt in Hawaii vor.[1]
- Ochrosia hexandra Koidz.: Sie kommt nur auf der japanischen Inselgruppe Kazan-rettō vor.[1]
- Ochrosia inventorum L.Allorge: Sie kommt in Neukaledonien vor.[1]
- Ochrosia iwasakiana (Koidz.) Koidz. ex Masam.: Sie kommt auf den Nansei-Inseln vor.[1]
- Ochrosia kauaiensis H.St.John: Sie kommt auf Kauai vor.[1]
- Ochrosia kilaueaensis H.St.John: Sie kommt auf Hawaii vor.[1]
- Ochrosia kilneri F.Muell.: Sie kommt in Queensland vor.[1]
- Ochrosia lifuana Guillaumin: Sie kommt in Neukaledonien vor.[1]
- Ochrosia mariannensis A.DC.: Sie kommt in zwei Varietäten auf den Marianen vor.[1]
- Ochrosia miana Baill. ex Guillaumin: Sie kommt in Neukaledonien vor.[1]
- Ochrosia minima (Markgr.) Fosberg & Boitea: Sie kommt von Papua-Neuguinea bis ins nördliche Queensland vor.[1]
- Ochrosia moorei (F.Muell.) Benth.: Sie kommt von Queensland bis ins nordöstliche New South Wales vor.[1]
- Ochrosia mulsantii Montrouz.: Sie kommt im zentralen und südöstlichen Neukaledonien vor.[1]
- Ochrosia nakaiana (Koidz.) Koidz. ex H.Hara: Sie kommt auf den Ogasawara-Inseln vor.[1]
- Ochrosia newelliana F.M.Bailey: Sie kommt im nordöstlichen Queensland vor.[1]
- Ochrosia novocaledonica Däniker: Sie kommt in Neukaledonien vor.[1]
- Ochrosia oppositifolia (Lam.) K.Schum.: Sie kommt von den Seychellen bis zu den Philippinen, Neuguinea und den Inseln im Pazifik vor.[1]
- Ochrosia poweri F.M.Bailey: Sie kommt von Queensland bis ins nordöstliche New South Wales vor.[1]
- Ochrosia sciadophylla Markgr.: Sie kommt vom Bismarck-Archipel bis zu den Salomonen vor.[1]
- Ochrosia sevenetii Boiteau: Sie kommt in Neuguinea vor.[1]
- Ochrosia silvatica Däniker: Sie kommt im nordwestlichen Neukaledonien vor.[1]
- Ochrosia solomonensis (Merr. & L.M.Perry) Fosberg & Boiteau: Sie kommt auf den Salomonen vor.[1]
- Ochrosia syncarpa Markgr.: Sie kommt auf den Kleinen Sundainseln vor.[1]
- Ochrosia tenimberensis Markgr.: Sie kommt auf den Kleinen Sundainseln vor.[1]
- Ochrosia thiollierei Montrouz.: Sie kommt im südöstlichen Neukaledonien vor.[1]
- Ochrosia vitiensis (Markgr.) Pichon: Sie kommt auf Fidschi und Tonga vor.[1]